# Ridwan Kamil
Mochamad Ridwan Kamil, né le 4 octobre 1971 à Bandung, Indonésie, est un architecte et politicien Indonésien, maire de Bandung de 2013 à 2018 et gouverneur du Java occidental de 2018 à 2023.
Le 26 mai 2022, son fils Emmeril Kahn Mumtadz, plus connu sous le nom d'Eril, meurt noyé après avoir été emporté par le courant de la rivière Aar à Berne en Suisse,